# Parque de la Asomadilla (Córdoba)
El parque de la Asomadilla es un parque urbano de España situado en el distrito Norte-Sierra de la ciudad de Córdoba (Andalucía). Por superficie, un total de 27 hectáreas, es el tercer parque más amplio de Andalucía tras el parque del Alamillo de Sevilla y el parque Moret de Huelva.
Cuenta con espacios de juegos infantiles, una cancha de baloncesto y fútbol sala, además de un mirador desde el cual se puede contemplar la ciudad de Córdoba.

## Historia
En 1983, la Asociación de vecinos de Valdeolleros propuso la construcción de un parque en su zona. Las obras de construcción de la primera fase del parque comenzaron a finales de 2004. El 26 de marzo de 2007 se inauguró la primera fase de las obras, cuya presupuesto de construcción superó los 5 millones de euros.

## Flora
Poblado de árboles y plantas autóctonas de la zona, el parque fue diseñado para simular un bosque mediterráneo con 18 especies autóctonas de la flora mediterránea: espinos (197 ejemplares), granados (192), almezos (158), encinas (117), olivos (109), tamarindos (86), cipreses (53), olmos (52), pinos (51), alcornoques (44), acebuches (43), algarrobos (35), palmitos (23), quejigos (22), sabinas (11) así como algunos fresnos, chopos y álamos; que totalizan 1200 árboles.